# Climacium
Climacium (Leitermoos) ist eine kleine Gattung von Laubmoosen aus der Familie Climaciaceae.

## Beschreibung
Es sind kräftige Pflanzen mit kriechenden, rhizomartigen und rhizoidfilzigen Primärsprossen und aufrechten, bäumchenförmig verzweigten Sekundärsprossen. Die Blätter sind breit eiförmig bis eiförmig lanzettlich, oben grob gesägt und am Stämmchen kaum herablaufend. Perichätialblätter sind aufrecht. Die Sporenkapseln sind zylindrisch und aufrecht, das Peristom ist voll entwickelt, die Zähne des äußeren Peristom sind oben papillös. Die große Kapselhaube (Kalyptra) hüllt die ganze Kapsel ein.
Verbreitungsgebiete sind die Holarktis, Mexiko und Australasien.

## Arten
- Climacium acuminatum
- Climacium americanum
- Climacium dendroides, die einzige in Deutschland, Österreich und der Schweiz vorkommende Art
- Climacium japonicum